# ۸۰۲ (قمری)
۸۰۲ (قمری)، هشتصد و دومین سال در گاهشماری هجری قمری است. اول محرم این سال برابر با یازدهم سپتامبر سال ۱۳۹۹ میلادی است.